# Vickers Type 264 Valentia
Le Vickers Type 264 Valentia est un avion de transport britannique de l'entre-deux-guerres.
C'est en quelque sorte un Vickers Victoria remotorisé (autre appareil de transport lui-même développé à partir du bombardier Vickers Virginia de 1924).
Nombre construit : 28, plus 54 à partir de la conversion de Vickers Victoria.

## Design and development
Alors que le Victoria, propulsé par le Napier Lion, a servi avec succès  la RAF en tant que bombardier, en 1932, le moteur Lion devenait obsolète et il était clair qu'il avait besoin de plus de puissance. Il a donc été décidé de remotoriser l'avion avec des moteurs Bristol Pegasus plus puissants. Il a été décidé de procéder à une mise à niveau en deux étapes, la première, désignée Victoria Mk VI ou Configuration I, ayant un poids maximum limité. Cela a été suivi par la  Configuration 2  qui était capable de tirer pleinement parti de la plus grande puissance du moteur Pegasus grâce à une cellule renforcée comprenant une aile renforcée, une jambe de force plutôt qu'un train d'atterrissage à contreventement, des freins de roue et une roue arrière à la place d'un patin. C'est devenu le Vickers Valentia Mk I qui a volé pour la première fois en 1934.
Des commandes ont été passées pour la construction de 28 nouveaux Valentias et 54 conversions du Victoria, la production continuant jusqu'en 1936.
En 1938, une version avec des moteurs Pegasus IIM3 (qui offrait des performances améliorées 'hot and high') a été fournie pour le service avec un volant au 31e Escadron alors basé à Lahore.

## Référence
- (en) Kenneth Munson, The pocket encyclopedia of world aircraft in colour, BOMBERS between the wars 1919-1939, Blandford press Ltd, 1970.

1. 1 2  E.N. Andrews et Morgan, E.B., Vickers Aircraft Since 1908, London, Putnam, 1988, Second éd., 163–171, 176 (ISBN 0-85177-815-1)